# Orlov
Orlov (ungarisch Orló) ist eine Gemeinde im Nordosten der Slowakei nahe der Grenze zu Polen am Fluss Poprad gelegen.

## Geschichte

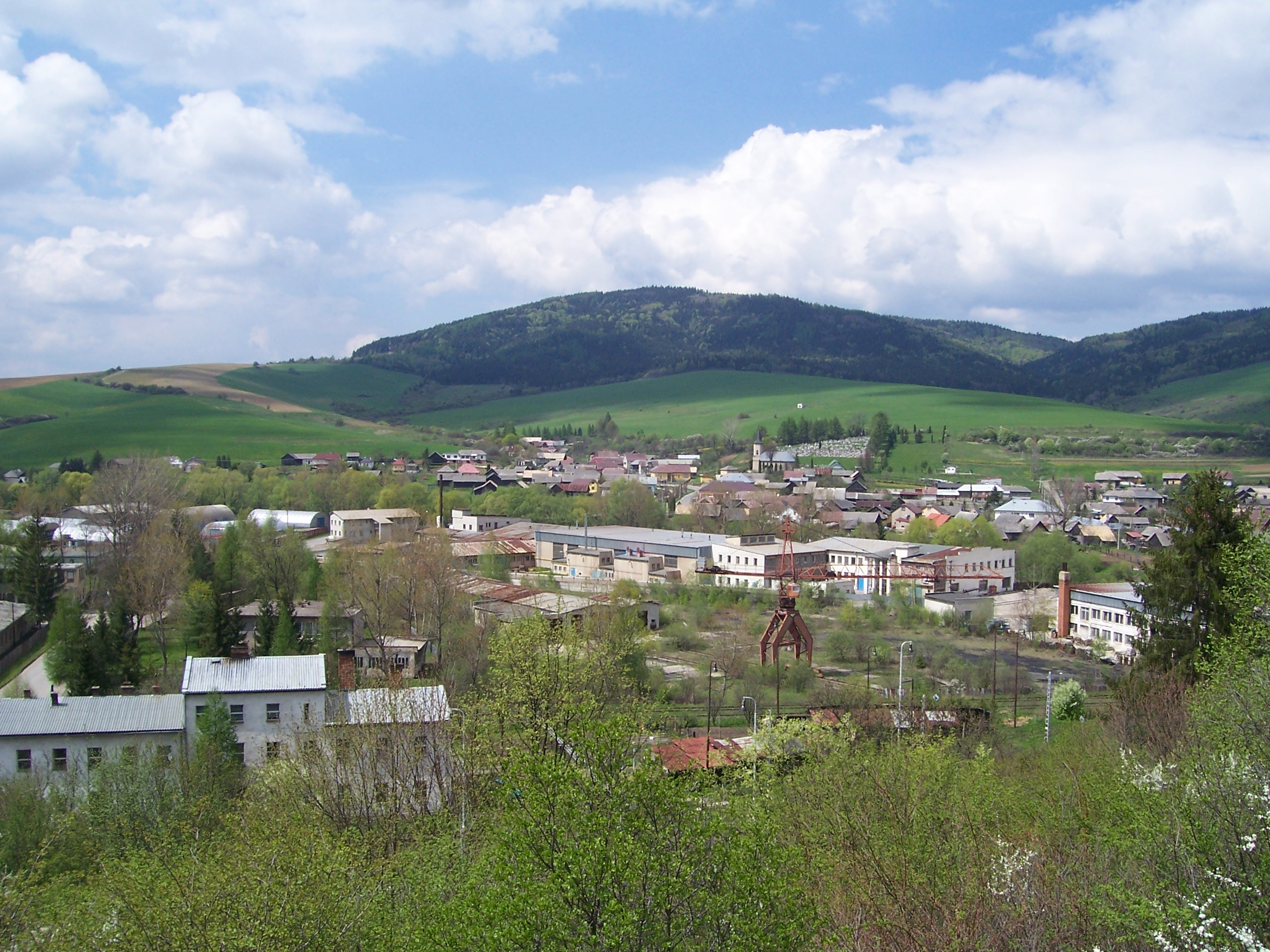
Blick auf den Ort und Bahnhof

Der Ort wurde 1349 zum ersten Mal schriftlich als Orlou erwähnt, die Gründung erfolgte wahrscheinlich aber schon um 1330.
Zur Gemeinde gehört neben dem eigentlichen Ort auch noch der Ort Andrejovka, welcher 1873 eingemeindet wurde und flussaufwärts im Osten liegt.
In Orlov liegt der Grenzbahnhof an der Bahnstrecke Kysak–Muszyna.

## Bevölkerung
| Jahr                | 1994 | 2004    | 2014     | 2024    |
| ------------------- | ---- | ------- | -------- | ------- |
| Anzahl der Personen | 798  | 763     | 646      | 600     |
| Unterschied         |      | −4,38 % | −15,33 % | −7,12 % |

| Jahr                | 2023 | 2024    |
| ------------------- | ---- | ------- |
| Anzahl der Personen | 598  | 600     |
| Unterschied         |      | +0,33 % |